# 苏秋成
苏秋成（1942年6月—2018年5月4日），男，河北省石家庄人，中华人民共和国政治人物，长期从事餐饮业工作。曾任全国人民代表大会常务委员会副秘书长，人民大会堂管理局局长，中国烹饪协会会长，中国公共关系协会会长等职。

## 生平
1959年调入人民大会堂管理局工作。文化大革命期间，曾任江西五七干校学员，河北省石家庄水泵厂办公室副主任。1979年后，历任人民大会堂管理局副科长、副处长、处长、副局长、局长，长期负责人民大会堂国宴菜单工作。1988年毕业于中共中央党校函授学院党政管理系。1993年6月至2003年3月，任第八届、第九届全国人民代表大会常务委员会副秘书长，机关党组成员。2004年4月退休。同年6月当选中国烹饪协会会长。2007年至2013年8月，担任中国公共关系协会会长。2018年5月4日在北京逝世。

## 出版物
- 苏秋成 (编). . 北京: 人民大会堂管理局. 1989. ISBN 7-80025-196-9.
- 苏秋成 (编). . 北京: 外文出版社. 1999. ISBN 7-119-02415-9.
- 苏秋成; 石启忠 (编). . 南京: 江苏美术出版社. 1999. ISBN 7-5344-0911-X.